# Matthew Ridgway
Matthew Bunker Ridgway (Fort Monroe, 3 de marzo de 1895-Fox Chapel, 26 de julio de 1993) fue un general del Ejército de los Estados Unidos. Ejerció varios mandos y fue más famoso por resucitar el esfuerzo de guerra de las Naciones Unidas (ONU) durante la guerra de Corea. Varios historiadores han acreditado a Ridgway por cambiar el curso de la guerra en favor de los aliados.
Su larga y prestigiosa carrera militar fue reconocida con el premio de la Medalla Presidencial de la Libertad el 12 de mayo de 1986 por el presidente estadounidense Ronald Reagan, quien dijo que «Cuando se necesita de héroes, grandes hombres dan el paso adelante cuando parece que no existe suficiente coraje».

## Biografía

### Juventud y educación
Ridgway nació el 3 de marzo de 1895 en Fort Monroe, Virginia; sus padres fueron el coronel Thomas Ridgway, un oficial de artillería, y Ruth Ridgway. Vivió en varias bases militares durante su niñez. Más adelante dijo que sus «primeras memorias son de armas y hombres marchando, de despertarse al sonido de los cañones y acostarse a dormir mientras las dulces y tristes notas de 'Taps' anunciaban el final del día».
Se graduó en 1912 de la Secundaria Inglesa de Boston e ingresó en West Point porque pensó que eso le gustaría a su padre (quien se había graduado allí).
Ridgway no pudo pasar el examen la primera vez debido a su falta de experiencia en matemáticas, pero luego de estudiar duramente por su cuenta logró pasar el examen en la segunda ocasión. En West Point fue el entrenador del equipo de fútbol americano. En 1917, fue comisionado como segundo teniente en el Ejército de los Estados Unidos. Ese mismo año se casó con Julia Caroline Blount. Tuvieron dos hijas, Constance y Shirley, y se divorciaron en 1930.

### Carrera militar
Un año después de graduarse, Ridgway fue asignado a West Point como instructor de español. Se sintió decepcionado al no haber sido asignado a una zona de combate en la Primera Guerra Mundial, expresando que «el soldado que no participó en esta última gran victoria del bien sobre el mal estaría arruinado».
En 1924 y 1925 Ridgway realizó el curso de oficiales de compañía en la Escuela de Infantería del Ejército de los Estados Unidos en Fort Benning, Georgia, después del cual se le dio el mando de una compañía en el 15.º Regimiento de Infantería en Tianjin, China. A esto le siguió un destino en Nicaragua, en donde ayudó a supervisar las elecciones libres de 1927.
En 1930, fue designado asesor del Gobernador General de las Filipinas. Se graduó en la Escuela de Comando y Generales de Fort Leavenworth, Kansas en 1935 y en el Colegio de Guerra del Ejército en Carlisle Barracks, Pensilvania, en 1937. Durante los años 1930 trabajó como asistente del Jefe del Gabinete del VI Cuerpo, Vicejefe de Gabinete del Segundo Ejército, y Asistente del Jefe de Gabinete del Cuarto Ejército de los Estados Unidos. El general George Marshall asignó a Ridgway a la División de Planes de Guerra poco después de que estallara la Segunda Guerra Mundial en Europa en septiembre de 1939. Sirvió en esta división hasta enero de 1942, y fue promovido a general de brigada ese mes.

### Segunda Guerra Mundial
En agosto de 1942, luego de que Omar N. Bradley fuera asignado a la 28.ª División de Infantería, Ridgway fue promovido a comandante general y se le entregó el mando de la 82.ª División de Fuerzas Aeortransportadas. La 82.ª División, luego de haber establecido un récord de combate en la Primera Guerra Mundial, anteriormente había elegido convertirse en una de las cinco nuevas divisiones aerotransportadas del Ejército. La conversión de toda una división de infantería para ser aerotransportada era un paso sin precedentes para el Ejército de los Estados Unidos, y requería de mucho entrenamiento, pruebas y experimentación.

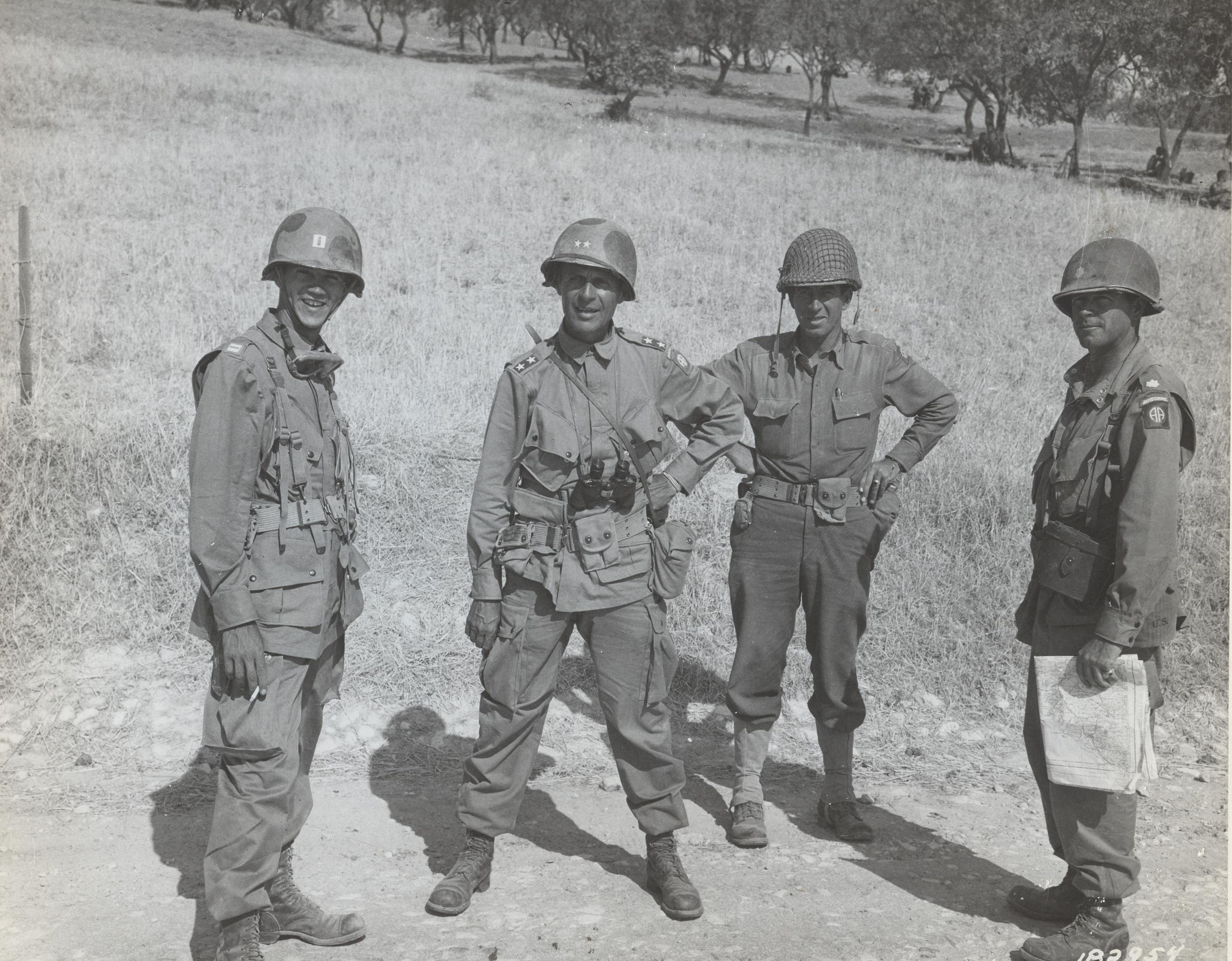
Comandante general Matthew Ridgway y su estado mayor, afueras de Ribera, Sicilia, el 25 de julio de 1943.

A diferencia de sus hombres, Ridgway no pasó primero por la escuela de salto antes de unirse a la división. Ridgway convirtió en forma exitosa a la 82.ª en una división aerotransportada lista para el combate; se mantuvo al mando y finalmente se ganó sus alas de paracaidista.
Ridgway ayudó a planear la invasión aérea de Sicilia en julio de 1943, y mandó a la 82.ª División en esa batalla. Durante la planificación de la invasión de Italia continental, se enconmendó a la 82.ª la responsabilidad de tomar Roma a través de un coup de main en la Operación Gigante II. Ridgway se opuso fuertemente a este plan poco realista, el cual hubiese aerotransportado a la 82.ª a las afueras de Roma en medio de dos divisiones alemanas pesadas, la 2.ª División Fallschirmjäger (paracaidista) y la 3.ª División Panzergrenadier (granaderos panzer). La operación fue cancelada solo horas antes de su inicio. En 1944, Ridgway ayudó en la planificación de la Operación Overlord, la invasión aliada de Europa. En las operaciones en Normandía saltó con sus tropas, quienes lucharon durante 33 días en su avance a Saint-Sauveur-le-Vicomte cerca de Cherbourg (St Sauveur fue liberada el 14 de junio de 1944).
Ridgway recibió el mando del XVIII Cuerpo Aerotransportado en septiembre de 1944, el cual había sido desplegado en la Operación Market Garden. El XVIII Cuerpo Aerotransportado también ayudó a detener y luego hacer retroceder a las tropas alemanas durante la Batalla de las Ardenas. En marzo de 1945 lideró sus tropas mientras entraban en Alemania durante la Operación Varsity, y fue herido en el hombro por los fragmentos de una granada alemana el 24 de marzo de 1945. En junio de 1945 fue promovido a teniente general. Al final de la guerra, Ridgway se dirigió hacia el teatro del Pacífico para ser asignado a una nueva misión bajo el mando del general Douglas MacArthur, con quien había servido mientras era capitán de la Academia Militar de los Estados Unidos en West Point.

### Después de la Segunda Guerra Mundial
Ridgway fue comandante en Luzón por un tiempo en 1945 antes de recibir el mando de las fuerzas estadounidenses en el Frente del Mediterráneo, con el título de Vicecomandante Supremo de los Aliados en el Mediterráneo. Entre 1946 y 1948, sirvió como el representante del Ejército de los Estados Unidos en el comité militar de las Naciones Unidas. Fue puesto al mando del Comando del Caribe en 1948, controlando las fuerzas estadounidenses en el mar Caribe, y en 1949 fue designado Vicecomandante del Estado Mayor bajo el entonces Jefe del Estado Mayor del Ejército, J. Lawton Collins.
En 1950 como teniente general mandó el Octavo Ejército de los Estados Unidos en la guerra de Corea. Y sustituyó al general McArthur como comandante supremo de Extremo Oriente y comandante en jefe de las fuerzas de la ONU en Corea. En 1951 es promovido a general y pasó a ser comandante supremo de las fuerzas de la OTAN en Europa sustituyendo al general Eisenhower. En 1953, fue nombrado Jefe del Estado Mayor del Ejército de los Estados Unidos hasta 1955.
En diciembre de 1947, Ridgway se casó con Mary Princess "Penny" Anthony Long, su tercera esposa. Siguieron casados hasta su muerte 46 años después. En abril de 1949, nació su único hijo, Matthew Bunker Ridgway, Jr. Él murió en un accidente en 1971.